# Solheim Cup 2003
Navigation
2002 2005
La Solheim Cup 2003 est la huitième édition de la Solheim Cup et s'est déroulée du 12 septembre 2003 au 14 septembre 2003 sur le golf Barsebäck Golf & Country Club à Loddekopinge, Skåne en Suède. L'équipe européenne remporte le trophée sur le score de 17 ½ à 10 ½.
C'est la première édition de l'épreuve qui se déroule en dehors des États-Unis ou du Royaume-Uni.

## Les équipes
- Capitaine de l'Équipe des États-Unis : Patty Sheehan
- Capitaine de l'Équipe d'Europe : Catrin Nilsmark

| Europe - Capitaine : - Catrin Nilsmark - Joueuses : - Annika Sörenstam - Laura Davies - Sophie Gustafson - Elisabeth Esterl - Iben Tinning - Ana-Belen Sanchez - Mhairi McKay - Carin Koch - Catriona Matthew - Patricia Meunier-Lebouc - Janice Moodie - Suzann Pettersen | États-Unis - Capitaine : - Patty Sheehan - Joueuses : - Juli Inkster - Rosie Jones - Beth Daniel - Michele Redman - Laura Diaz - Cristie Kerr - Meg Mallon - Angela Stanford - Kelly Robbins - Wendy Ward - Heather Bowie - Kelli Kuehne |

## Compétition

### Vendredi

#### Foursomes
|                                   | Résultats  | Drapeau des États-Unis    |
| --------------------------------- | ---------- | ------------------------- |
| Carin Koch/Laura Davies           | égalité    | Beth Daniel/Kelly Robbins |
| Janice Moodie/Catriona Matthew    | 5 & 3      | Juli Inkster/Wendy Ward   |
| Annika Sörenstam/Suzann Pettersen | 4 & 3      | Laura Diaz/Heather Bowie  |
| Sophie Gustafson/Elisabeth Esterl | 3 & 2      | Meg Mallon/Rosie Jones    |
| 3 ½                               | Session    | 0 ½                       |
| 3 ½                               | Au général | 0 ½                       |

#### 4 balles meilleure balle
|                                          | Résultats  | Drapeau des États-Unis     |
| ---------------------------------------- | ---------- | -------------------------- |
| Laura Davies/Catriona Matthew            | 2 & 1      | Kelli Kuehne/Cristie Kerr  |
| Annika Sörenstam/Carin Koch              | 1 up       | Juli Inkster/Beth Daniel   |
| Suzann Pettersen/Patricia Meunier-Lebouc | 3 & 2      | Angela Stanford/Meg Mallon |
| Sophie Gustafson/Iben Tinning            | 1 up       | Michele Redman/Rosie Jones |
| 1                                        | Session    | 3                          |
| 4 ½                                      | Au général | 3 ½                        |

### Samedi

#### Foursomes
|                                   | Résultats  | Drapeau des États-Unis         |
| --------------------------------- | ---------- | ------------------------------ |
| Sophie Gustafson/Suzann Pettersen | 3 & 1      | Kelli Kuehne/Cristie Kerr      |
| Elisabeth Esterl/Iben Tinning     | égalité    | Angela Stanford/Michele Redman |
| Annika Sörenstam/Carin Koch       | 3 & 2      | Wendy Ward/Heather Bowie       |
| Janice Moodie/Catriona Matthew    | égalité    | Meg Mallon/Kelly Robbins       |
| 3                                 | Session    | 1                              |
| 7 ½                               | Au général | 4 ½                            |

#### 4 balles meilleure balle
|                                   | Résultats  | Drapeau des États-Unis    |
| --------------------------------- | ---------- | ------------------------- |
| Ana-Belen Sanchez/Mhairi McKay    | 5 & 4      | Beth Daniel/Juli Inkster  |
| Sophie Gustafson/Laura Davies     | 2 & 1      | Kelli Kuehne/Cristie Kerr |
| Janice Moodie/Catriona Matthew    | 4 & 3      | Wendy Ward/Rosie Jones    |
| Annika Sörenstam/Suzann Pettersen | 1 up       | Kelly Robbins/Laura Diaz  |
| 2                                 | Session    | 2                         |
| 9 ½                               | Au général | 6 ½                       |

### Dimanche

#### Simples
|                         | Résultats  | Drapeau des États-Unis |
| ----------------------- | ---------- | ---------------------- |
| Janice Moodie           | 3 & 2      | Kelli Kuehne           |
| Carin Koch              | 5 & 4      | Juli Inkster           |
| Sophie Gustafson        | 5 & 4      | Heather Bowie          |
| Iben Tinning            | 2 & 1      | Wendy Ward             |
| Ana-Belen Sanchez       | 3 & 1      | Michele Redman         |
| Catriona Matthew        | 3 & 1      | Rosie Jones            |
| Annika Sörenstam        | 3 & 2      | Angela Stanford        |
| Suzann Pettersen        | 1 up       | Cristie Kerr           |
| Laura Davies            | 1 up       | Meg Mallon             |
| Elisabeth Esterl        | 5 & 4      | Laura Diaz             |
| Mhairi McKay            | 1 up       | Beth Daniel            |
| Patricia Meunier-Lebouc | 1 up       | Kelly Robbins          |
| 8                       | Session    | 4                      |
| 17 ½                    | Au général | 10 ½                   |